# Adam Mutch
Pour les articles homonymes, voir Mutch.
Adam Mutch, est un footballeur anglais devenu entraîneur. Il dirige les joueurs de La Gantoise de 1951 à 1952.